# Ultima frontieră a morții
Ultima frontieră a morții este un film de război românesc din 1979, regizat de Virgil Calotescu. Acest film este inspirat din Masacrul de la Moisei, Maramureș, unul dintre cele mai violente masacre antiromânești din Transilvania de Nord, care a avut loc la 14 octombrie 1944. Rolurile principale sunt interpretate de Mariana Mihuț, Emanoil Petruț, Ion Dichiseanu, Florin Piersic, Mihai Mereuță.

## Rezumat
Conform opiniei criticului Bujor T. Râpeanu, Ultima frontieră a morții este un „film de rezistență. Evocare, în cheie dramatică, a evenimentelor istorice petrecute în satul maramureșean de graniță Moisei, unde, în toamna anului 1944, trupele germane și hortiste au executat majoritatea populației și au incendiat localitatea, ca represalii organizate de Rezistență împotriva fortificațiilor din zonă.”

## Distribuție
- Mariana Mihuț — Iulia Coman, țărancă din Moisei, soția învățătorului
- Ion Dichiseanu — maiorul german Dietrich Körner, comandantul trupelor germane dislocate în satul Moisei, pasionat de limbile romanice
- Emanoil Petruț — Andrei Coman, învățătorul satului, locotenent în Armata Ungară, prietenul mr. Körner
- Stelian Stancu — Ion Simedrea, țăran din Moisei, muncitor miner cu convingeri comuniste
- Zoltán Vadász — badea Vălean, țăran din Moisei, meșter cioplitor în lemn
- Florin Piersic — Moise Gâldău, țăran din Moisei, veteran invalid al Armatei Ungare
- István Török⁠(hu)[traduceți]  — Pișta Kovács, țăran ungur din Moisei, muncitor miner (menționat Ștefan Török)
- Mihai Mereuță — bătrânul Brad, țăran din Moisei, muncitor miner
- Ștefan Radof — ofițer german, aghiotantul maiorului Körner
- Alexandru Lungu — Gavrilă, țăran din Moisei, muncitor miner
- Ion Săsăran — Vlașin, țăran din Moisei, tatăl Iuliei Coman
- Vlad Rădescu — Baciu, țăran din Moisei, muncitor miner
- Cornel Gârbea — Ursu, baci din Moisei (menționat Cornel Gîrbea)
- Siegmund Siegfried — Gáspár, translatorul maghiar al maiorului Körner
- Norocel Dimitriu — Ivașcu, țăran din Moisei
- Dumitru Dimitrie
- Dan Bubulici — șef hortist
- Aurelian Bănică
- Călin Ionescu
- Romulus Bărbulescu — Grad, țăran din Moisei
- Paul Fister — soldatul german cu mustață
- Gheorghe Novac — țăran din Moisei, ostatic
- Maria Ștefănescu
- Constantin Anghel
- Gina Preiss
- Ion Barbu
- Ion Munteanu
- Romulus Vulpescu — preotul satului
- Petre Tanasievici — țăran din Moisei, muncitor miner (nemenționat)
- Alexandru Virgil Platon — ostaticul moroșan (nemenționat)
- Anton Tauf — Haidu, ostaticul dezertor (nemenționat)
- Ion Anghel — ostatic (nemenționat)
- Gheorghe Naghi — primarul satului (nemenționat)
- Costel Constantin — Constantin, patriot român (nemenționat)

## Producție
Decupajul datează din 1977, când potrivit avizului Asociației cineaștilor, se efectuează o seamă de reduceri. Înaintat C.C.E.S. (Consiliul Culturii și Educației Socialiste) la 13/10/1977, decupajul este aprobat – după modificări – la 12/04/1978, ca film de plan pentru 1979.
Filmul intră în producție la 25/04/1978 cu titlul de lucru „Moisei (Ultima frontieră a morții)” (2.600 mu, deviz limită de 4,9 milioane lei).
Filmările încep la 26/09/1978 la Moisei – Maramureș și se încheie la 22/11/1978 (39 zile de filmare, 2.600 mu).
Vizionat de conducerea C.C.E.S. și de Comisia ideologică la 23/03/1979, când sunt formulate observații de modificare, care trebuie să fie executate până la 10 aprilie. Modificările vizează detalii de imagine și postsincron, introducerea unor replici din off, revizuirea pronunțării germane și a consecvenței convenției privind limba vorbită de diverse personaje. După o vizionare – probabil cu Comisia ideologică – la 25/07/1979, se mai cere scoaterea câtorva planuri de interior biserică. Inițial, se tratează realizarea muzicii cu Gheorghe Zamfir, dar nu se ajunge la un contract, întrucât C.C.E.S. refuză imprimarea acesteia cu formația compozitorului.

## Primire
Filmul a fost vizionat de 2.408.157 de spectatori în cinematografele din România, după cum atestă o situație a numărului de spectatori înregistrat de filmele românești de la data premierei și până la data de 31 decembrie 2014 alcătuită de Centrul Național al Cinematografiei.

## Premii
Florin Piersic a obținut Premiul pentru Cel mai bun actor actor într-un rol secundar la Festivalul Național de Film de la Mamaia, la propunerea regizorului Liviu Ciulei."Regizorul Liviu Ciulei a fost președintele juriului, la Mamaia, și m-a susținut pentru decernarea acestui premiu", a declarat Florin Piersic într-un interviu.
Actorul Florin Piersic mărturisește că „[..] am jucat într-un film care se numește „Ultima frontieră a morții”, în care am fost distribuit de Virgil Calotescu. Interpretam rolul unui invalid de război. Fiul meu, Florin junior - care este priceput în profesia de actor, o iubește și o practică - mi-a mărturisit ca nu îi vine să creadă ce personaj am făcut, dovada cea mai bună fiind faptul că marele regizor Liviu Ciulei mi-a conferit, pentru acest rol, Premiul pentru rolul secundar.”

## Opiniile criticii
Călin Căliman: „Un zguduitor moment de viață petrecut în toamna anului 1944, la Moisei, în Maramureș, evocat de scenaristul Nicolae Jianu, dar insuficient reliefat artistic, în ciuda unor interpreți veridici (Mariana Mihuț, Ion Dichiseanu, Emanoil Petruț, Stelian Stancu, Zoltan Vadasz, Florin Piersic, Mihai Mereuță, Ștefan Radof) și a aceluiași operator de talent, Vivi Drăgan Vasile).”
Eva Sârbu: „Între negativul Gaspar (Siegfried Siegmund), translatorul lui Korner și negativul Gildău, personaj jumătate nebun, jumătate viclean, în ansamblu dezgustător și jalnic (din care Florin Piersic face un șocant rol de compoziție), unul frumos și rece, celălalt slut și cu mințile înfierbântate de nebunie, se creează o legătură intimă dar vizibilă: ei sunt cele două fețe ale fanatismului. După cum aghiotantul lui Korner (Ștefan Radof) realizează, prin buna lui credință și intenție, legătura dintre poporul pe care-l reprezintă și poporul chinuit al Moiseiului. Fără îndoială, distribuția este punctul forte al filmului și cea mai importantă demonstrație de intuiție regizorală a lui Virgil Calotescu.”